# Emblemasoma avipaensis
Emblemasoma avipaensis är en tvåvingeart som beskrevs av Guilherme A.M.Lopes 1988. Emblemasoma avipaensis ingår i släktet Emblemasoma och familjen köttflugor.
Artens utbredningsområde är Peru. Inga underarter finns listade i Catalogue of Life.